# Oxinasphaera tuberculosa
Oxinasphaera tuberculosa là một loài chân đều trong họ Sphaeromatidae. Loài này được Stebbing miêu tả khoa học năm 1873.